# Сіньцзі
Сіньцзі (кит. спр. 辛集市, піньїнь: Xīnjí Shì) — місто-повіт в центральнокитайській провінції Хебей, складова міста Шицзячжуан.

## Географія
Сіньцзі розташовується на сході префектури, лежить на Великій Китайській рівнині.

### Клімат
Місто знаходиться у зоні, котра характеризується кліматом тропічних степів. Найтепліший місяць — липень із середньою температурою 27 °C (80.6 °F). Найхолодніший місяць — січень, із середньою температурою -2.3 °С (27.9 °F).
| Клімат Сіньцзі          | Клімат Сіньцзі | Клімат Сіньцзі | Клімат Сіньцзі | Клімат Сіньцзі | Клімат Сіньцзі | Клімат Сіньцзі | Клімат Сіньцзі | Клімат Сіньцзі | Клімат Сіньцзі | Клімат Сіньцзі | Клімат Сіньцзі | Клімат Сіньцзі | Клімат Сіньцзі |
| Показник                | Січ.           | Лют.           | Бер.           | Квіт.          | Трав.          | Черв.          | Лип.           | Серп.          | Вер.           | Жовт.          | Лист.          | Груд.          | Рік            |
| Середня температура, °C | −2,3           | 0,1            | 7,2            | 14,8           | 21             | 25,8           | 27             | 25,8           | 21             | 14,6           | 6,6            | −0,2           | 13,5           |
| Норма опадів, мм        | 3.2            | 7              | 10.1           | 23.8           | 33             | 59.2           | 152.9          | 148.6          | 46.8           | 26.6           | 13.2           | 4.1            | 528.5          |
| Днів з опадами          | 1,9            | 3,4            | 3,5            | 5,2            | 5,2            | 7,8            | 13,8           | 12             | 7,9            | 6,3            | 4,8            | 2,5            | 74,3           |
| Вологість повітря, %    | 52.6           | 52.9           | 51.8           | 50.6           | 53.4           | 57             | 74.5           | 77.6           | 70             | 66.5           | 62.8           | 58.2           | 60.7           |
| ----------------------- | -------------- | -------------- | -------------- | -------------- | -------------- | -------------- | -------------- | -------------- | -------------- | -------------- | -------------- | -------------- | -------------- |
| Джерело: Weatherbase    |                |                |                |                |                |                |                |                |                |                |                |                |                |